# TDMoIP
在计算机网络和电信中，TDM over IP（TDMoIP）指的是模拟的时分多路复用（TDM）信号通过分组交换网络（PSN）进行传输。时分多工是指T1、E1、T3或E3信号，而PSN指的是基于IP或MPLS或原始以太网的网络。一个相关的技术是电路仿真，可以使TDM信号在基于蜂窝的（ATM）网络中传输。
TDMoIP是一种伪线（PW）。然而，与可以在伪线（如ATM、帧中继和以太网）中传输的传输类型不同，TDM是实时比特流，所以TDMoIP有独特的特点。此外，传统的TDM网络有许多特性，特别是那些需要携带电话语音信号的信道。这些特性意味着需要一个支持一系列话音信号特点，有一个丰富完善的标准和成熟的操作和管理（OAM）机制的信号系统。当在PSN上仿真TDM时，所有这些因素必须被考虑。
实现TDM PW的一个关键问题是时钟恢复。在本地TDM网络中，物理层携带高度精确的定时信息以及TDM数据，但是当在PSN上仿真TDM时，不存在这种同步。TDM定时标准可能比较严格，而为了符合这些标准可能需要创新机制来自适应地再现TDM定时。
另一个必须解决的问题是TDMoIP包丢失隐藏（PLC）。由于TDM数据通过专用信道以恒定速率传送，本地服务可能具有比特错误，但是数据从未在传输中丢失。所有PSN在一定程度上遭受分组丢失，并且当在PSN上传送TDM时必须对其进行补偿。